# Real Republicans FC
|  | No s'ha de confondre amb Real Republicans FC (Ghana). |

El Real Republicans FC és un club de futbol de Sierra Leone de la ciutat de Freetown. Disputa els seus partits a l'Estadi Nacional de Sierra Leone.
El club destacà en un primer nivell al país a la dècada dels 80 on guanyà tres lligues i una copa.

## Palmarès
- Lliga de Sierra Leone de futbol:[1]
  - 1981, 1983, 1984
- Copa de Sierra Leone de futbol:[2]
  - 1986